# Caussens
Caussens (Caussens en gascon) est une commune française située dans le nord du département du Gers, en région Occitanie. Sur le plan historique et culturel, la commune est dans le Condomois, une ancienne circonscription de la province de Gascogne ayant titre de comté.
Exposée à un climat océanique altéré, elle est drainée par l'Auvignon, le Garaillon et par divers autres petits cours d'eau.
Caussens est une commune rurale qui compte 587 habitants en 2022.  Elle fait partie de l'aire d'attraction de Condom. Ses habitants sont appelés les Caussenssois ou  Caussenssoises.

## Géographie

### Localisation
Caussens est une commune située entre Condom et Lectoure sur la D 7. Elle fait partie de l'Aire d'attraction de Condom.

### Communes limitrophes
Les communes limitrophes sont  Blaziert, Béraut, Castelnau-sur-l'Auvignon, Condom et Saint-Orens-Pouy-Petit.
| Condom |                        | Castelnau-sur-l'Auvignon |
|        | Caussens               | Blaziert                 |
| Béraut | Saint-Orens-Pouy-Petit |                          |

### Géologie et relief
Caussens se situe en zone de sismicité 1 (sismicité très faible).

### Hydrographie

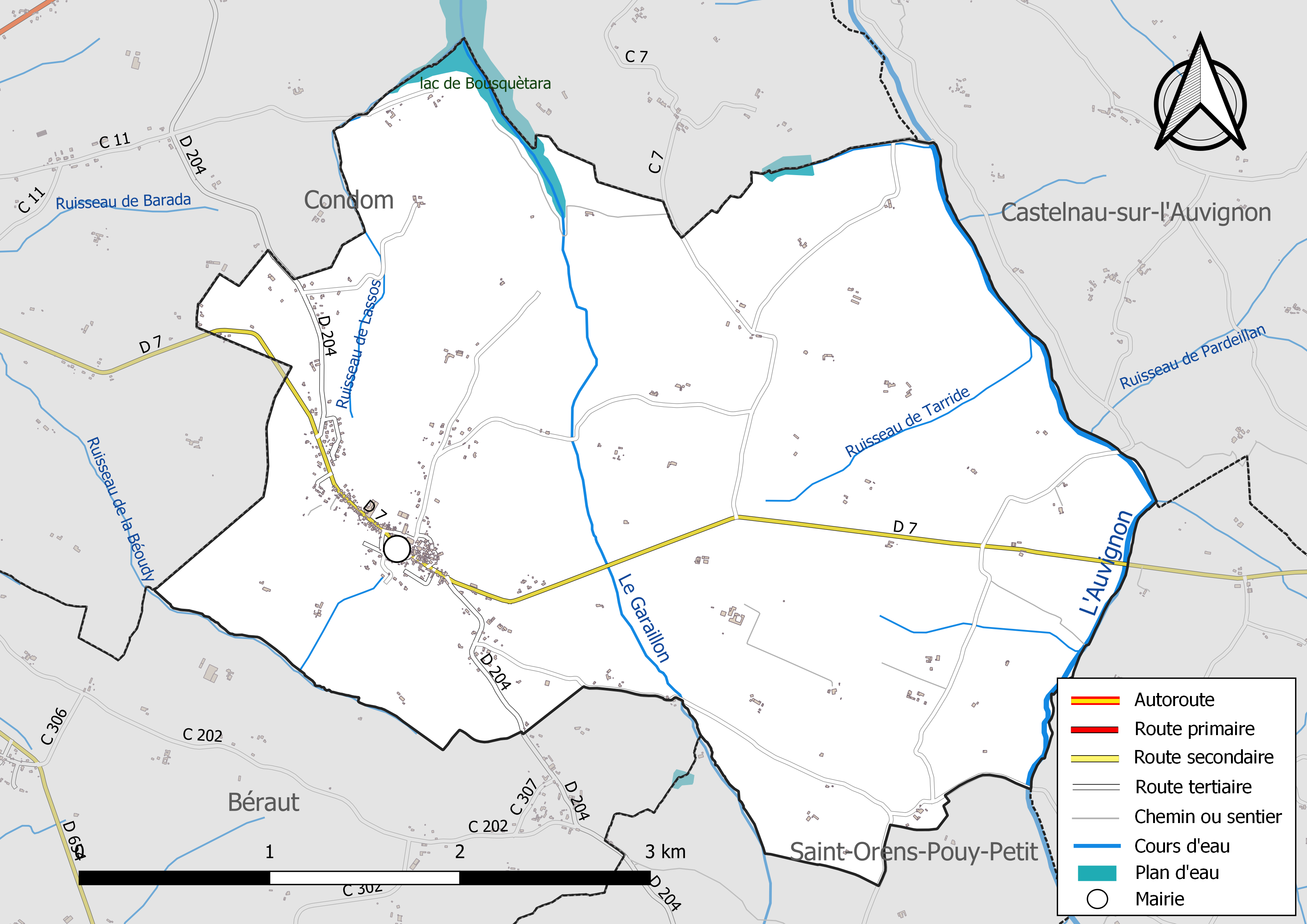
Réseaux hydrographique et routier de Caussens.

La commune est dans le bassin de la Garonne, au sein du bassin hydrographique Adour-Garonne. Elle est drainée par l'Auvignon, le Garaillon, le ruisseau de Lassos, le ruisseau de Lauriac, le ruisseau de Pardeillan, le ruisseau de Tarride et par divers petits cours d'eau, qui constituent un réseau hydrographique de 13 km de longueur totale,.
L'Auvignon, d'une longueur totale de 55,7 km, prend sa source dans la commune de Mas-d'Auvignon et s'écoule vers le nord. Il traverse la commune et se jette dans la Garonne à Port-Sainte-Marie, après avoir traversé 22 communes.

### Climat
Pour des articles plus généraux, voir Climat de l'Occitanie et Climat du Gers.
En 2010, le climat de la commune est de type climat du Bassin du Sud-Ouest, selon une étude s'appuyant sur une série de données couvrant la période 1971-2000. En 2020, Météo-France publie une typologie des climats de la France métropolitaine dans laquelle la commune est exposée à un climat océanique altéré et est dans la région climatique Aquitaine, Gascogne, caractérisée par une pluviométrie abondante au printemps, modérée en automne, un faible ensoleillement au printemps, un été chaud (19,5 °C), des vents faibles, des brouillards fréquents en automne et en hiver et des orages fréquents en été (15 à 20 jours).
Pour la période 1971-2000, la température annuelle moyenne est de 13,1 °C, avec une amplitude thermique annuelle de 15,5 °C. Le cumul annuel moyen de précipitations est de 761 mm, avec 9,9 jours de précipitations en janvier et 6,4 jours en juillet. Pour la période 1991-2020, la température moyenne annuelle observée sur la station météorologique la plus proche, située sur la commune de Condom à 5 km à vol d'oiseau, est de 13,9 °C et le cumul annuel moyen de précipitations est de 703,8 mm,. Pour l'avenir, les paramètres climatiques de la commune estimés pour 2050 selon différents scénarios d’émission de gaz à effet de serre sont consultables sur un site dédié publié par Météo-France en novembre 2022.

### Milieux naturels et biodiversité
Aucun espace naturel présentant un intérêt patrimonial n'est recensé sur la commune dans l'inventaire national du patrimoine naturel,,.

## Urbanisme

### Typologie
Au 1er janvier 2024, Caussens est catégorisée commune rurale à habitat dispersé, selon la nouvelle grille communale de densité à sept niveaux définie par l'Insee en 2022.
Elle est située hors unité urbaine. Par ailleurs la commune fait partie de l'aire d'attraction de Condom, dont elle est une commune de la couronne,. Cette aire, qui regroupe 23 communes, est catégorisée dans les aires de moins de 50 000 habitants,.

### Occupation des sols
L'occupation des sols de la commune, telle qu'elle ressort de la base de données européenne d’occupation biophysique des sols Corine Land Cover (CLC), est marquée par l'importance des territoires agricoles (97 % en 2018), une proportion sensiblement équivalente à celle de 1990 (97,3 %). La répartition détaillée en 2018 est la suivante : 
terres arables (66,5 %), zones agricoles hétérogènes (18,5 %), cultures permanentes (7 %), prairies (5 %), zones urbanisées (2,1 %), eaux continentales (0,8 %), forêts (0,1 %). L'évolution de l’occupation des sols de la commune et de ses infrastructures peut être observée sur les différentes représentations cartographiques du territoire : la carte de Cassini (XVIIIe siècle), la carte d'état-major (1820-1866) et les cartes ou photos aériennes de l'IGN pour la période actuelle (1950 à aujourd'hui).

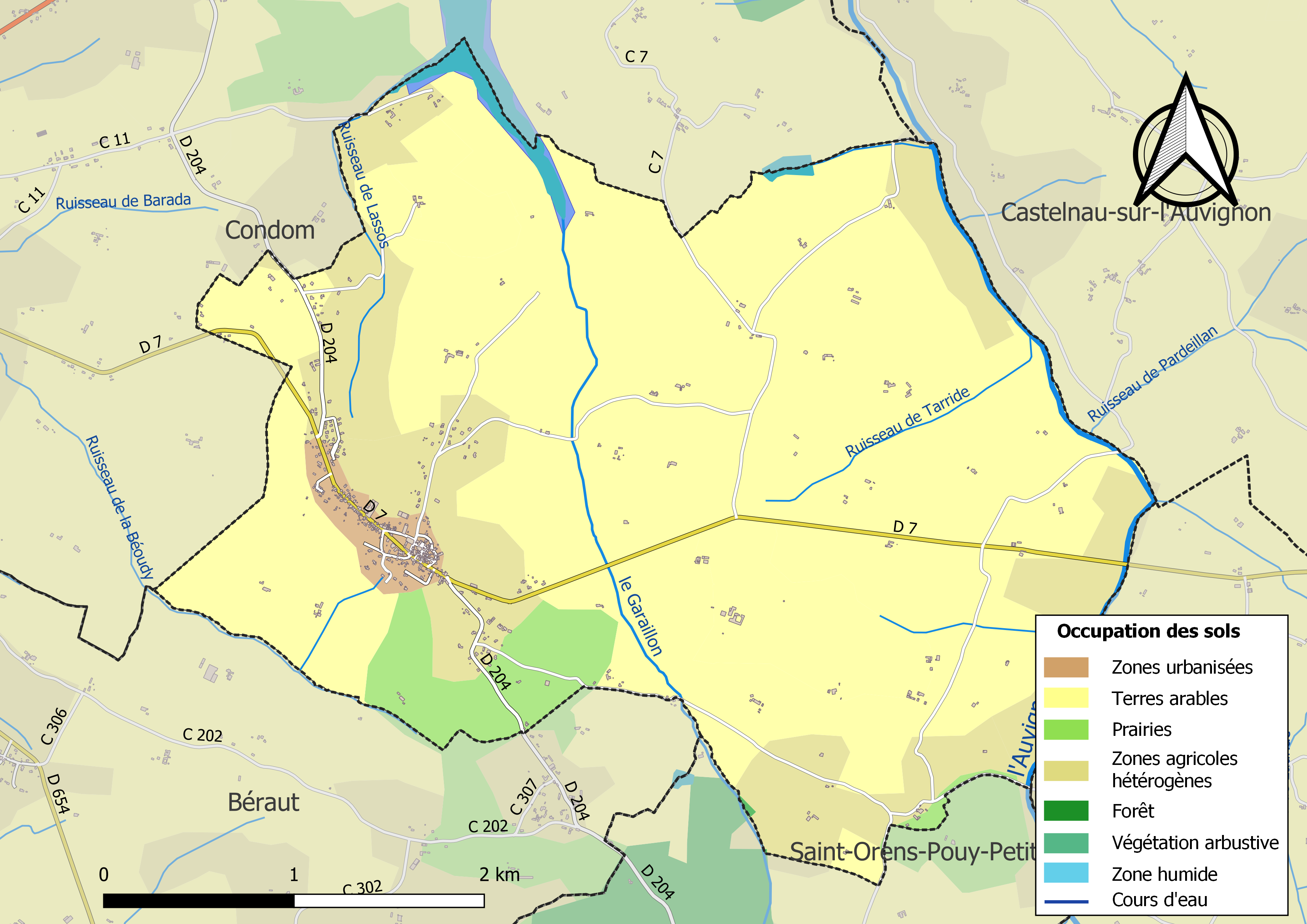
Carte des infrastructures et de l'occupation des sols de la commune en 2018 (CLC).

### Risques majeurs
Le territoire de la commune de Caussens est vulnérable à différents aléas naturels : météorologiques (tempête, orage, neige, grand froid, canicule ou sécheresse) et séisme (sismicité très faible). Un site publié par le BRGM permet d'évaluer simplement et rapidement les risques d'un bien localisé soit par son adresse soit par le numéro de sa parcelle.

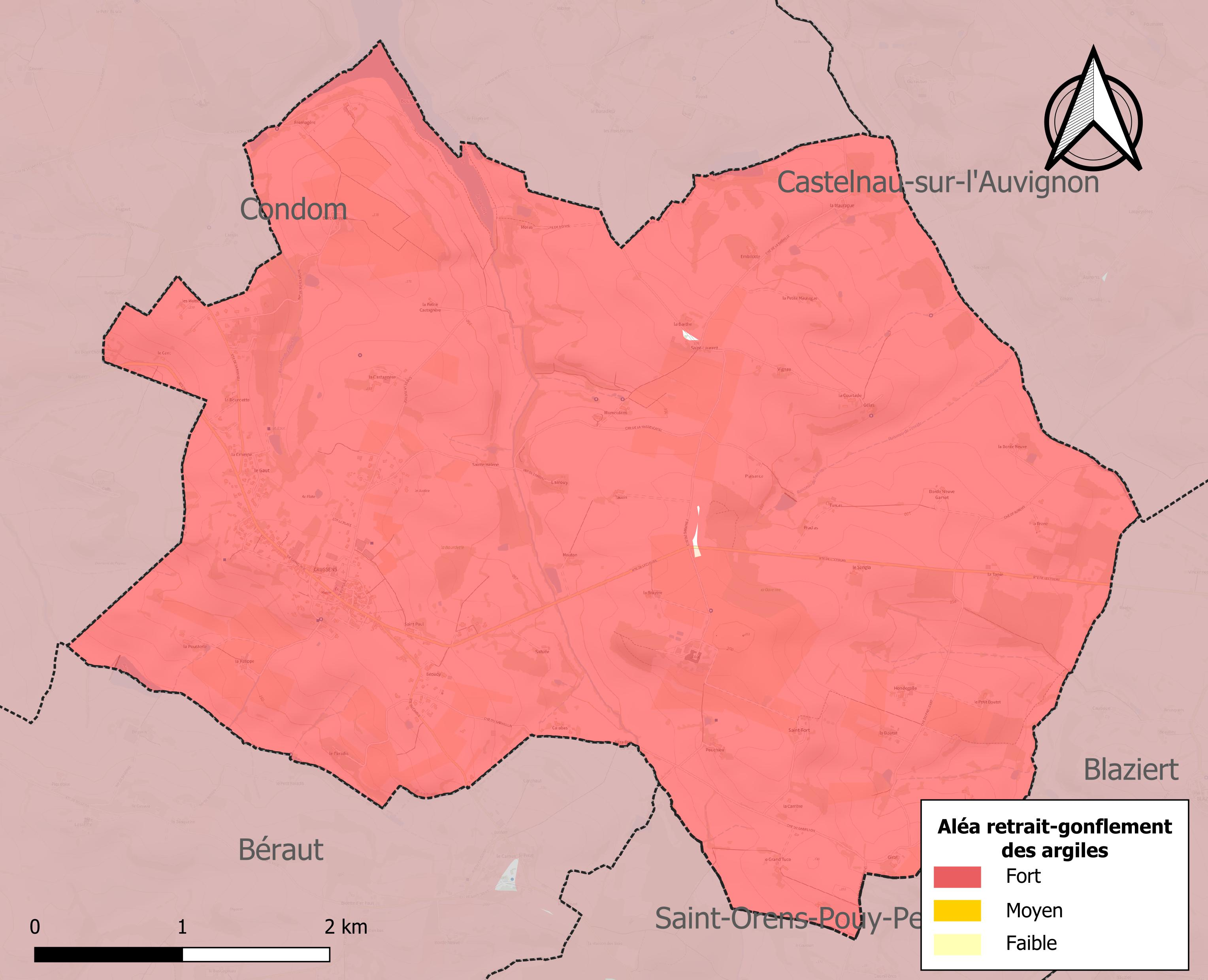
Carte des zones d'aléa retrait-gonflement des sols argileux de Caussens.

Le retrait-gonflement des sols argileux est susceptible d'engendrer des dommages importants aux bâtiments en cas d’alternance de périodes de sécheresse et de pluie. La totalité de la commune est en aléa moyen ou fort (94,5 % au niveau départemental et 48,5 % au niveau national). Sur les 316 bâtiments dénombrés sur la commune en 2019, 316 sont en aléa moyen ou fort, soit 100 %, à comparer aux 93 % au niveau départemental et 54 % au niveau national. Une cartographie de l'exposition du territoire national au retrait gonflement des sols argileux est disponible sur le site du BRGM,.
Par ailleurs, afin de mieux appréhender le risque d’affaissement de terrain, l'inventaire national des cavités souterraines permet de localiser celles situées sur la commune.
La commune a été reconnue en état de catastrophe naturelle au titre des dommages causés par les inondations et coulées de boue survenues en 1999, 2009 et 2017. Concernant les mouvements de terrains, la commune a été reconnue en état de catastrophe naturelle au titre des dommages causés par la sécheresse en 1989, 1992, 2002, 2003, 2008, 2011, 2012 et 2017 et par des mouvements de terrain en 1999.

## Politique et administration
| Période   | Période  | Identité            | Étiquette | Qualité |
| --------- | -------- | ------------------- | --------- | ------- |
| 1792      | 1800     | Pierre Peyrecave    |           |         |
| 1800      | 1803     | Jean Castex         |           |         |
| 1803      | 1806     | Henri Claisac       |           |         |
| 1806      | 1826     | Pierre Peyrecave    |           |         |
| 1826      | 1830     | Fred Dubouzet       |           |         |
| 1830      | 1834     | Marie Mathieu Lisse |           |         |
| 1834      | 1837     | Mathieu Dunux       |           |         |
| 1837      | 1838     | Louis Benquet       |           |         |
| 1838      | 1841     | Bertrand Barbé      |           |         |
| 1841      | 1848     | Joseph Laffitte     |           |         |
| 1848      | 1852     | Marie Mathieu Lisse |           |         |
| 1852      | 1864     | Joseph Laffitte     |           |         |
| 1864      | 1865     | Joseph Jacques Goux |           |         |
| 1865      | 1876     | Jean Castex         |           |         |
| 1876      | 1892     | François Delas      |           |         |
| 1892      | 1897     | Louis Delas         |           |         |
| 1897      | 1919     | Charles Dugarcon    |           |         |
| 1919      | 1924     | Jean Davasse        |           |         |
| 1924      | 1925     | Joseph Ladevèze     |           |         |
| 1925      | 1945     | Alphonse Laverny    |           |         |
| 1945      | 1977     | Joseph Taillard     |           |         |
| 1977      | 1995     | Jean-claude Laborde |           |         |
| juin 1995 | 2008     | Michel Dubarry      |           |         |
| mars 2008 | 2020     | Claude Claverie     | DVG       | Cadre   |
| 2020      | En cours | Denis Gaube         |           |         |

## Démographie

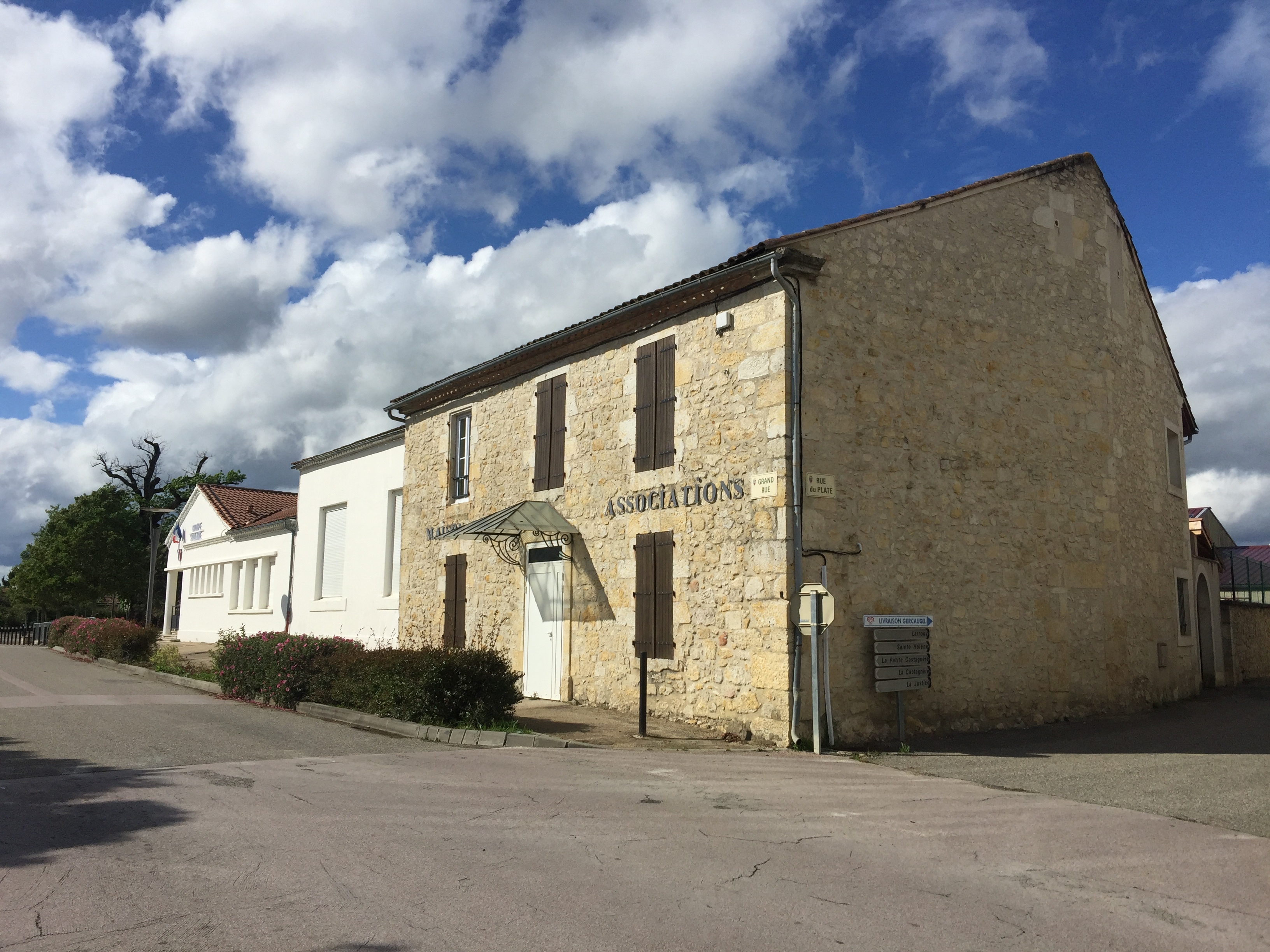
Maison des associations et l'école

L'évolution du nombre d'habitants est connue à travers les recensements de la population effectués dans la commune depuis 1793. Pour les communes de moins de 10 000 habitants, une enquête de recensement portant sur toute la population est réalisée tous les cinq ans, les populations de référence des années intermédiaires étant quant à elles estimées par interpolation ou extrapolation. Pour la commune, le premier recensement exhaustif entrant dans le cadre du nouveau dispositif a été réalisé en 2005.

En 2022, la commune comptait 587 habitants, en évolution de −5,78 % par rapport à 2016 (Gers : +1,04 %, France hors Mayotte : +2,11 %).
| 1793 | 1800 | 1806 | 1821 | 1831 | 1841 | 1846 | 1851 | 1856 |
| ---- | ---- | ---- | ---- | ---- | ---- | ---- | ---- | ---- |
| 503  | 461  | 536  | 614  | 628  | 619  | 635  | 651  | 701  |

| 1861 | 1866 | 1872 | 1876 | 1881 | 1886 | 1891 | 1896 | 1901 |
| ---- | ---- | ---- | ---- | ---- | ---- | ---- | ---- | ---- |
| 679  | 643  | 625  | 616  | 627  | 633  | 622  | 551  | 569  |

| 1906 | 1911 | 1921 | 1926 | 1931 | 1936 | 1946 | 1954 | 1962 |
| ---- | ---- | ---- | ---- | ---- | ---- | ---- | ---- | ---- |
| 522  | 505  | 559  | 512  | 502  | 519  | 505  | 479  | 503  |

| 1968 | 1975 | 1982 | 1990 | 1999 | 2005 | 2006 | 2010 | 2015 |
| ---- | ---- | ---- | ---- | ---- | ---- | ---- | ---- | ---- |
| 507  | 469  | 504  | 557  | 549  | 618  | 624  | 593  | 601  |

| 2020 | 2022 | - | - | - | - | - | - | - |
| ---- | ---- | - | - | - | - | - | - | - |
| 592  | 587  | - | - | - | - | - | - | - |

## Économie

### Revenus
En 2018  (données Insee publiées en septembre 2021), la commune compte 273 ménages fiscaux, regroupant 577 personnes. La médiane du revenu disponible par unité de consommation est de 19 620 € (20 820 € dans le département).

### Emploi
|                | 2008  | 2013  | 2018  |
| -------------- | ----- | ----- | ----- |
| Commune        | 5 %   | 9,9 % | 7,9 % |
| Département    | 6,1 % | 7,5 % | 8,2 % |
| France entière | 8,3 % | 10 %  | 10 %  |

En 2018, la population âgée de 15 à 64 ans s'élève à 339 personnes, parmi lesquelles on compte 75,1 % d'actifs (67,2 % ayant un emploi et 7,9 % de chômeurs) et 24,9 % d'inactifs,. Depuis 2008, le taux de chômage communal (au sens du recensement) des 15-64 ans est inférieur à celui de la France et du département.
La commune fait partie de la couronne de l'aire d'attraction de Condom, du fait qu'au moins 15 % des actifs travaillent dans le pôle,. Elle compte 115 emplois en 2018, contre 127 en 2013 et 141 en 2008. Le nombre d'actifs ayant un emploi résidant dans la commune est de 231, soit un indicateur de concentration d'emploi de 49,8 % et un taux d'activité parmi les 15 ans ou plus de 48,3 %.
Sur ces 231 actifs de 15 ans ou plus ayant un emploi, 53 travaillent dans la commune, soit 23 % des habitants. Pour se rendre au travail, 86,6 % des habitants utilisent un véhicule personnel ou de fonction à quatre roues, 3,9 % s'y rendent en deux-roues, à vélo ou à pied et 9,4 % n'ont pas besoin de transport (travail au domicile).

### Activités hors agriculture
33 établissements sont implantés  à Caussens au 31 décembre 2019. Le tableau ci-dessous en détaille le nombre par secteur d'activité et compare les ratios avec ceux du département,.
| Secteur d'activité                                                                                        | Commune | Commune | Département |
| Secteur d'activité                                                                                        | Nombre  | %       | %           |
| --- | ------- | ------- | ----------- |
| Ensemble                                                                                                  | 33      |         |             |
| Industrie manufacturière, industries extractives et autres                                                | 2       | 6,1 %   | (12,3 %)    |
| Construction                                                                                              | 4       | 12,1 %  | (14,6 %)    |
| Commerce de gros et de détail, transports, hébergement et restauration                                    | 8       | 24,2 %  | (27,7 %)    |
| Information et communication                                                                              | 1       | 3 %     | (1,8 %)     |
| Activités immobilières                                                                                    | 2       | 6,1 %   | (5,2 %)     |
| Activités spécialisées, scientifiques et techniques et activités de services administratifs et de soutien | 9       | 27,3 %  | (14,4 %)    |
| Administration publique, enseignement, santé humaine et action sociale                                    | 4       | 12,1 %  | (12,3 %)    |
| Autres activités de services                                                                              | 3       | 9,1 %   | (8,3 %)     |

Le secteur des activités spécialisées, scientifiques et techniques et des activités de services administratifs et de soutien est prépondérant sur la commune puisqu'il représente 27,3 % du nombre total d'établissements de la commune (9 sur les 33 entreprises implantées  à Caussens), contre 14,4 % au niveau départemental.

### Agriculture
La commune est dans le Ténarèze, une petite région agricole occupant le centre du département du Gers, faisant transition entre lʼAstarac “pyrénéen”, dont elle est originaire et dont elle prolonge et atténue le modelé, et la Gascogne garonnaise dont elle annonce le paysage. En 2020, l'orientation technico-économique de l'agriculture  sur la commune est la polyculture et/ou le polyélevage.
|               | 1988  | 2000  | 2010  | 2020 |
| ------------- | ----- | ----- | ----- | ---- |
| Exploitations | 37    | 29    | 20    | 18   |
| SAU (ha)      | 1 094 | 1 005 | 1 167 | 932  |

Le nombre d'exploitations agricoles en activité et ayant leur siège dans la commune est passé de 37 lors du recensement agricole de 1988  à 29 en 2000 puis à 20 en 2010 et enfin à 18 en 2020, soit une baisse de 51 % en 32 ans. Le même mouvement est observé à l'échelle du département qui a perdu pendant cette période 51 % de ses exploitations,. La surface agricole utilisée sur la commune a également diminué, passant de 1 094 ha en 1988 à 932 ha en 2020. Parallèlement la surface agricole utilisée moyenne par exploitation a augmenté, passant de 30 à 52 ha.

## Culture locale et patrimoine

### Lieux et monuments

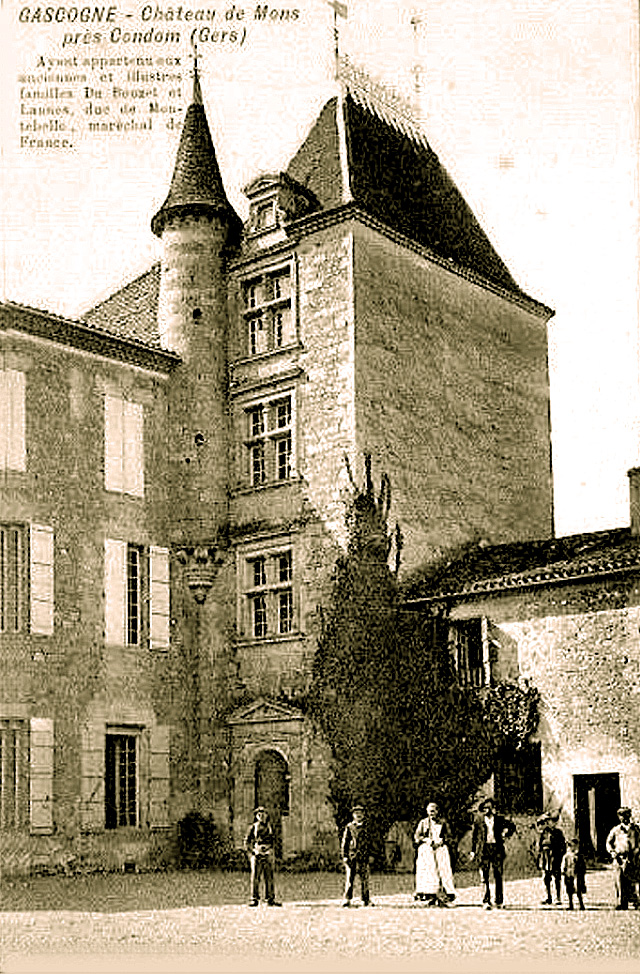
Château de Mons, près de Caussens

- Château de Mons propriété de la chambre d'agriculture du Gers. C'est l'ancienne résidence du petit-fils du maréchal Lannes qui présente une splendide allée de chênes centenaires. Dans l'angle sud-ouest de la cour intérieure, il est possible de voir une haute tour rectangulaire du XVIe siècle.
- La commanderie d'Abrin. Modeste halle templière, au chevet plat dont le mur nord s'orne encore de deux arcatures romanes sculptées. Elle est située dans les environs de Caussens, le long du chemin communal menant vers Castelnau-sur-L'Auvignon.
- Église Saint-Laurent de Caussens.

### Héraldique
| Blason | Blasonnement : Écartelé : au premier d'argent à la crosse épiscopale soudée d'or senestrée d'une clef contournée du même, au deuxième d'argent au lion soudé d'or, au troisième d'azur à la barre d'argent, au quatrième de gueules plain ; le tout sommé d'un chef tiercé en pal d'azur, d'argent et de gueules. |